# Ken Doherty
Kenneth Joseph „Ken“ Doherty (* 17. September 1969 in Ranelagh, Dublin) ist ein irischer Snookerspieler. Er ist einer der erfolgreichsten Snookerspieler Irlands, gehörte jahrelang zur Weltspitze und gewann zahlreiche Turniere wie die Snookerweltmeisterschaft 1997. Auf der Snookerweltrangliste erreichte er zeitweise Platz 2.
Mitte der 1980er-Jahre war Doherty einer der besten Amateure Irlands und wurde zweimal irischer Meister. Daneben gewann er unter anderem die U21-Weltmeisterschaft 1989 und die Amateurweltmeisterschaft 1989. 1990 wurde der damals in Essex lebende und trainierende Doherty Profispieler. Schnell arbeitete er sich in die Weltspitze hinauf und gewann mit den Welsh Open 1993 bereits nach zwei Jahren ein Ranglistenturnier. Sein größter Erfolg kam 1997, als er die Snookerweltmeisterschaft gewann. Der Titelgewinn erfuhr große Aufmerksamkeit in Dublin und Irland. So wurde der am Snookertisch für seine Vielseitigkeit bekannte Doherty 1997 zu Irlands Sportler des Jahres gewählt.
Nur ein Jahr später erreichte er erneut das Endspiel der Weltmeisterschaft, verlor diesmal aber gegen John Higgins. Auch danach hielt sich Doherty lange in der Weltspitze und erreichte beispielsweise mehrfach das Endspiel der UK Championship, des Masters sowie der Snookerweltmeisterschaft 2003, die er jedoch alle drei verlor. 2006/07 erreichte er mit Platz 2 die höchste Platzierung seiner Karriere auf der Snookerweltrangliste.
Danach verschlechterte sich Dohertys Form sukzessive. Konnte er sich bis Anfang der 2010er-Jahre noch in den Top 32 halten, kämpfte er wenige Jahre später bereits um den Erhalt seines Profistatus. Wegen seiner Verdienste bekam er aber mehrfach eine „Invitational Tour Card“ des Snookerverbands und konnte bis in die 2020er-Jahre hinein weiter an den Profiturnieren teilnehmen.
Daneben betätigt er sich vor allem als Snookerkommentator und -funktionär. 2013 wurde er in die Snooker Hall of Fame aufgenommen.

## Karriere

### Frühes Leben und Amateurkarriere
Der auch am Fußball interessierte junge Doherty bekam zu Weihnachten 1979 einen Miniatur-Snookertisch geschenkt, der sein Interesse am Snooker weckte. Anfang der 1980er wurde er einer der besten irischen Juniorenspieler und gewann Mitte der 1980er einige Juniorenturniere. Zeitgleich trat er nach und nach auch bei wichtigen Amateurturnieren der Herren in Erscheinung. 1985 erreichte er das Finale der irischen Meisterschaft, unterlag aber noch Gay Burns. Ab 1987 konnte Doherty eine Serie an Erfolgen verbuchen. So gewann er unter anderem zweimal die irische Meisterschaft und einmal die Pontins Spring Open sowie die U21-Amateurweltmeisterschaft 1989. Mit dem Gewinn der Amateurweltmeisterschaft 1989 verbuchte er seinen bis dahin größten Erfolg.
Dieser Erfolg und gute Ergebnisse bei der WPBSA Pro Ticket Series bescherten Doherty anschließend einen Startplatz auf der Profitour, um den er sich seit 1988 aktiv bemühte. Schließlich wurde er zur Saison 1990/91 Profispieler. Teile seiner Amateurkarriere hatte Doherty nicht mehr in Irland, sondern im englischen Essex verbracht. Dort war er fester Bestandteil der englischen und vor allem der Londoner Snookerszene geworden. Er spielte auch einige Male gegen einen jungen Spieler namens Ronnie O’Sullivan, der später schrieb, dass die Niederlage gegen Doherty ihn auf das Leben als Profispieler vorbereitet hätten.

### Aufstieg in die Weltspitze und Weltmeistertitel 1997
Trotz einiger früher Niederlagen erzielte Doherty bereits in seiner Debütsaison mehrfach Achtungserfolge. So gelang ihm beim Classic eine Viertelfinalteilnahme. In der nächsten Saison gewann er mit der Benson and Hedges Satellite Championship sein erstes Profiturnier. Dadurch wurde er zwar zum prestigeträchtigen Masters eingeladen, doch da dieses kein Weltranglistenturnier war, brachte es ihm keine Punkte für die Weltrangliste. Diese holte er sich aber mit seinen Halbfinalteilnahmen bei den British Open und den Strachan Open. Schließlich gewann er in der folgenden Saison, neben weiteren kleineren Turnieren, mit den Welsh Open erstmals ein Weltranglistenturnier. Mittlerweile hatte er es auf der Weltrangliste bis auf Platz 11 geschafft und war somit bereits Teil der Weltspitze.
Diesen Status konnte der junge Ire in den folgenden drei Spielzeiten zementieren. Bei kleinen Turnieren ohne Weltranglisteneinfluss stand er regelmäßig im Finale, einige weitere Male siegte er auch. Turniersiege bei Ranglistenturnieren gelangen ihm in dieser Zeit zwar nicht, doch er erreichte bei solchen Turnieren mehrfach das Endspiel, unter anderem bei der wichtigen UK Championship 1994. Auch sonst schied er bei vielen Turnieren erst in den letzten Runden aus. Daneben nahm er zu dieser Zeit auch an Pro-Am-Turnieren teil und gewann zwei Mal die Pontins Spring Open, eines der wichtigsten Pro-Am-Turniere der Britischen Inseln. Auf der Weltrangliste konnte er sich in den Top 10 etablieren und belegte Mitte 1996 Rang 7.
Auch während der Saison 1996/97 stand Doherty regelmäßig in den finalen Turnierrunden. Trotz mehrerer Halbfinalteilnahmen schaffte er es aber über weite Teile der Saison nie ins Endspiel. Erst bei der Snookerweltmeisterschaft 1997 gewann er gegen Alain Robidoux sein Halbfinalspiel. Somit stand er zum ersten Mal in seiner Karriere im Finale der Weltmeisterschaft. Dort traf er auf den Schotten Stephen Hendry, der seit 1992 jede Weltmeisterschaft gewonnen hatte. Diesmal zog er aber den Kürzeren: Doherty prägte das Spiel über weite Teile und gewann mit 18:12 den Weltmeistertitel. Er war damit der erste Spieler, der sowohl Amateurweltmeister als auch U21-Amateurweltmeister als auch Profi-Weltmeister geworden war. Zudem war er der erste Ire, der die professionelle Weltmeisterschaft gewann.
Dieser Umstand bescherte Dohertys Titel große Aufmerksamkeit auf der irischen Insel. So gab die Dubliner Polizei später bekannt, während der finalen Session habe man keinen einzigen Notruf erhalten. Bei seiner Rückkehr wurde er von circa 250.000 Menschen begrüßt. Außerdem wurde er 1997 Irlands Sportler des Jahres. Seine Erfolge brachten ihm ferner das Lob der damaligen irischen Präsidentin Mary Robinson ein, die ihn als „Vorbild für die Jugend“ beschrieb. Zusätzlich wurde Doherty, ein Anhänger von Manchester United, zu einer Präsentation der WM-Trophäe nach Old Trafford eingeladen. Am Ende der Saison belegte er mit Platz 3 den bis dahin besten Weltranglistenplatz seiner Karriere.

### Weitere Jahre in der Weltspitze
In der folgenden Saison gab es nur sehr wenige Turniere, bei denen der amtierende Weltmeister nicht mindestens das Viertelfinale erreichte. Doherty gewann zwei Einladungsturniere und stand bei einem weiteren im Finale. Dieses verlorene Endspiel beim Irish Masters gegen Ronnie O’Sullivan gewann Doherty nachträglich doch noch, nachdem der aufstrebende O’Sullivan positiv auf Cannabis getestet wurde. Erneut musste er jedoch bis zum Saisonende in Sheffield auf eine Finalteilnahme bei einem Ranglistenturnier warten. Als erster Titelverteidiger seit Joe Johnson bei der Ausgabe 1987 erreichte er das Endspiel der Snookerweltmeisterschaft. Doch wie schon Johnson gelang es dem Iren nicht den „Fluch des Crucible“ zu brechen: er verlor mit 12:18 gegen den Schotten John Higgins. Am Ende der Saison verschlechterte er sich leicht auf Rang 4.
In den nächsten zwei Saisons verschlechtern sich Dohertys Ergebnisse in der Gesamtschau marginal. Zwar erreichte er zweimal das Endspiel des Masters, dem wichtigsten Einladungsturnier und dem drittwichtigsten Profiturnier nach Weltmeisterschaft und UK Championship. Bei Ranglistenturnieren war ihm dies jedoch nicht vergönnt. Insgesamt erreichte er in diesem Zweijahreszeitraum nur wenige Male ein Halbfinale, häufig war spätestens im Viertelfinale Schluss. So war er zweimal in Folge auch „nur“ noch auf Platz 7 der Weltrangliste gelistet. Besonders bitter war für ihn das Endspiel des Masters 2000. Er verlor nicht nur das Spiel, sondern verpasste zudem nur knapp ein Maximum Break, als er die finale Schwarze verschoss. In der darauf folgenden Saison 2000/01 verbesserten sich Dohertys Ergebnisse aber wieder. Dreimal stand er im Finale eines Ranglistenturnieres: Während er bei den Scottish Open verlor, siegte er sowohl bei den Welsh Open als auch beim Thailand Masters. Diese Erfolge brachten ihn zurück auf Platz 4 der Weltrangliste. Ferner erreichte er als Mitglied des irischen Teams in dieser Zeit zweimal das Endspiel des World Cups / Nation Cups, verlor aber in beiden Fällen.
Auch in den zwei anschließenden Spielzeiten spielte Doherty in der Weltspitze mit. Neben einem verlorenen Endspiel bei den Welsh Open 2002 erreichte er drei Mal das Finale der beiden wichtigsten Turniere: der UK Championship 2001, der UK Championship 2002 und schließlich das Endspiel der Snookerweltmeisterschaft 2003. Während er bei der UK Championship 2001 klar mit 1:10 gegen Ronnie O’Sullivan, verlor er die beiden anderen Endspiele jeweils nur knapp gegen Mark Williams. Danach litt Doherty unter einem Formtief. Selbst Viertelfinalteilnahmen wurden in den nächsten Saisons zur Seltenheit. Nichtsdestotrotz wurde er Mitte 2005 immer noch auf einem guten Platz 11 geführt. Mit der Saison 2005/06 gelang Doherty ein kleines Comeback. Der Sieg beim Malta Cup, eine Halbfinalteilnahme bei den China Open und zwei Viertelfinalteilnahmen reichten aus, um Platz 2 der Weltrangliste zu erobern. Es war die beste Platzierung seiner Karriere.

### Abgang in die unteren Top 32
Das Comeback war nur von kurzer Dauer. Bereits in den nächsten zwei Saisons verschlechterten sich seine Ergebnisse wieder. Bei Ranglistenturnieren schied er regelmäßig früh aus. Nur bei Einladungsturnieren konnte er noch sehr gute Ergebnisse erzielen. Dies galt für Amateurturniere, an denen Doherty seit 2006 regelmäßig teilnahm. So feierte er auch einige Turniersiege oder zumindest Finalteilnahmen, unter anderem bei einem Wettbewerb der World Series of Snooker. Da aber nur die Ranglistenturniere für die Weltrangliste zählten rutschte er auf dieser binnen zweier Spielzeiten auf Platz 18 ab. Während der nächsten Saison stürzte er sogar auf Platz 48 ab, da er während der Saison 2008/09 bei Ranglistenturnieren nur ein einziges Mal ein Viertelfinale erreichte und sonst meist kurz nach Turnierbeginn ausschied. Erneut waren es die Turniere ohne Einfluss auf die Weltrangliste, bei denen Doherty erfolgreicher war. Um seine generelle Form zu verbessern, entschied sich Doherty mit dem Ex-Weltmeister und nunmehrigen Trainer Terry Griffiths zusammenzuarbeiten.
Danach pendelte sich Doherty auf einem recht guten Niveau ein. Zwar waren seine Ergebnisse nicht mehr mit jenen der Jahrtausendwende zu vergleichen, doch er erreichte regelmäßig die Achtelfinale der Players Tour Championship und vereinzelt auch Viertelfinalteilnahmen. Eine Halbfinalteilnahme bei den Australian Goldfields Open 2011 und eine Viertelfinalteilnahme bei den Welsh Open 2013 bewiesen, dass Doherty auch bei vollwertigen Ranglistenturnieren noch gute Ergebnisse erzielen konnte. Dadurch hielt sich Doherty auf der Weltrangliste fast durchgehend in den Top 32; nach einem kurzen Aufenthalt außerhalb der besten 32 Plätze belegte er Mitte 2014 wieder Rang 28. Zusätzlich spielte er beim Paul Hunter Classic 2012 das erste Maximum Break seiner Karriere.

### Kampf um den Profistatus
Ab 2014 verschlechterten sich Dohertys Ergebnisse weiter. Nun wurden selbst Achtelfinalteilnahmen zur Ausnahme. Bis 2017 war er mit Rang 73 aus den sicheren Top 64 herausgerutscht, weshalb er nach 27 Spielzeiten seinen Profistatus verlor. Zusammen mit dem ebenfalls weithin für seine Leistungen respektierten Jimmy White bekam Doherty aber eine „Invitational Tour Card“, die ihm eine zweijährige Verlängerung der Profikarriere sicherte. Mit einer Halbfinalteilnahme beim Riga Masters 2017 zeigte Doherty direkt beim nächsten Profiturnier, dass er diese auch verdient hatte. An diese Ergebnisse konnte er jedoch nicht anschließen; vielmehr fiel er in seine alte Form zurück. Auf der Weltrangliste kämpfte er lange um den Einzug in die Top 64, Mitte 2020 musste er sich mit Platz 68 knapp geschlagen geben. Erneut verlor er damit seine Startberechtigung für die Profitour.
Doherty wurde erneut durch eine „Invitational Tour Card“ des Weltverbandes gerettet, diesmal zusammen mit Stephen Hendry, der nach einigen Jahren Abstinenz auf die Profitour zurückkehrte. Seine Ergebnisse veränderten sich aber kaum. Wieder war Doherty in den Kampf um einen Platz in den Top 64 verwickelt. In der Saison 2021/2022 erreichte er die Runden der letzten 32 beim Snookers Shootout 2022 sowie beim German Masters 2022, schied jedoch meistens deutlich früher aus. Bei der Weltmeisterschaft 2022 erreichte er nur die zweite Qualifikationsrunde. Zum Ende der Saison stand er auf Platz 85 der Weltrangliste und verpasste damit erneut die direkte Qualifikation zur Profitour. Zum wiederholten Male verlängerte eine Invitational Tour Card seine Profikarriere um zwei weitere Saisons. Er startete schwach in die folgende Saison, überstand später aber zumindest zuverlässig die erste Runde. Bei der Weltmeisterschaft 2022 schied er in der dritten Qualifikationsrunde aus.
Parallel dazu nahm er nun auch an Veranstaltungen der World Seniors Tour teil. 2020 erreichte er das Finale der World Seniors Championship 2020. 2021 und 2022 gelang ihm jeweils nur noch der Einzug ins Viertelfinale. 2023 schied er bereits im Achtelfinale aus.[veraltet]

### Jenseits des aktiven Sports
Neben seiner Karriere als Snookerspieler ist Doherty regelmäßig Snooker-Kommentator für die BBC. Seit 2012 ist er zudem Funktionär im Weltverband World Professional Billiards & Snooker Association. 2013 wurde Doherty in die Snooker Hall of Fame aufgenommen. 2017 folgte die Aufnahme in die Hall of Fame von Raidió Teilifís Éireann.

## Privates
Doherty ist verheiratet und Vater eines Sohnes.

## Spielweise
Doherty gilt als schwerer Gegner, wenngleich er nicht dafür bekannt ist, in einem Bereich von Technik oder Taktik besonders herausragend zu sein. Vielmehr ist er für seine Vielseitigkeit gefürchtet. So ist er taktisch versiert und kann hohe Breaks, aber auch gute Safetys erzielen. Des Weiteren gilt Doherty als ein nervenstarker Spieler, der nur selten aufgibt. So spielte er bei der Weltmeisterschaft 2003 insgesamt 132 von möglichen 137 Frames, was als Indiz für eine enorme Nervenstärke gedeutet wurde. Der Snooker-Journalist Hector Nunns beschreibt Doherty als „schlau[en] [...] [und] gerissen[en] Spieler“ und „Straßenkämpfer“.

## Erfolge
In seiner Karriere erreichte Doherty als Profispieler und als Amateur zahlreiche Endspiele. Während sich eine vollständige Auflistung dieser Endspiele auf dieser Seite befindet, sind im Folgenden Dohertys Finalteilnahmen bei Triple-Crown-Turnieren aufgeführt.
| Ergebnis | Jahr | Turnier                  | Gegner im Finale  | Endstand |
| -------- | ---- | ------------------------ | ----------------- | -------- |
| Finalist | 1994 | UK Championship          | Stephen Hendry    | 05:10    |
| Sieger   | 1997 | Snookerweltmeisterschaft | Stephen Hendry    | 18:12    |
| Finalist | 1998 | Snookerweltmeisterschaft | John Higgins      | 12:18    |
| Finalist | 1999 | Masters                  | John Higgins      | 08:10    |
| Finalist | 2000 | Masters                  | Matthew Stevens   | 08:10    |
| Finalist | 2001 | UK Championship          | Ronnie O’Sullivan | 01:10    |
| Finalist | 2002 | UK Championship          | Mark Williams     | 09:10    |
| Finalist | 2003 | Snookerweltmeisterschaft | Mark Williams     | 16:18    |

## Veröffentlichungen
- Ken Doherty: Life in the Frame: My Story. John Blake Publishing, London 2012, ISBN 978-1-84358-504-6.